# Alexandru Biriș Dorhoi
Alexandru Biriș Dorhoi (născut la 23 decembrie 1955, în comuna Batoș județul Mureș) este un compozitor român din Transilvania de Nord. 
A studiat vioara de la 6 ani cu capelmaistrul FRIEM șeful fanfarei din comuna Batoș. Și-a continuat studiile la București și Bistrița. În 1986,1988 și 2007 a câștigat 3 premii naționale de compoziție. 
Din 1975, a activat ca membru al Fanfarei Militare Bistrița până la pensionare în anul 1998. De-a lungul carierei a înființat trupe de muzică folk, muzică ușoară (ACORD-GRUP-'82), a colaborat cu mai multe formații instrumentale in Bistrița, Cluj și București și a îndrumat mai mulți soliști vocali și instrumentali, printre care Mirela Petruș, Simona Pop Labiș, Simona Rumega, Raita Ioan, Marcel Avram, Andreea Moldovan. Denisa Logigan, Adela Berbecar, Oana Silvășan, Oana Romanți și mulți alții, unora dintre ei scriindu-le muzica și versurile. 
Din 2006, este membru al Uniunii Compozitorilor și Muzicologilor din România.
În prezent, s-a retras în satul Budești-Fânațe, județul Bistrița-Năsăud, unde continuă să creeze lucrări muzicale(simfonice și de fanfară) atât instrumentale,corale cât și mixte.
Sprijină cu lucrări muzicale diferite fanfare de tineret (Sighișoara). Sprijină activitățile culturale din comuna Budești, județul Bistrița-Năsăud și pregătește copii la diferite instrumente muzicale.

## Lucrări publicate
Dintre cele mai importante lucrări,amintim:
- Marșul Vânătorilor de Munte-premiat în cadrul Festivalului Național -"Te apăr și te cânt patria mea" 1986;
- Cântecele Pământului-caietul nr.1 si nr. 2-prelucrare pe teme populare local transilvane;
- Potpuriu "Vasilescu"-muzică ușoară,prelucrare;
- "Anotimpuri"-valsuri;
- Vânătorii din Carpați-marș de concert pentru fanfară simfonică;
- Polca tinereții;
- Marș festiv-dedicat Muzicii Militare Bistrița la împlinirea a 25 de ani de la înființare;
- Mică Suită Transilvană;
- Colaj muzical-muzică ușoară pentru fanfară simfonică;
- Schița simfonică;
- Polca primăverii;
- Cvartet și Sextet pentru suflători;
- Polca "VIVACE";
- "ARTMUSIKA"-muzică de promenada, Premiul II în cadrul Concursului de creație pentru muzica de fanfară 2007;
- Suita Transilvană nr. 1 si nr.2;
- Valea Bistriței-vals de concert pentru fanfară simfonică;
- Moment muzical-muzică ușoară, prelucrare;
- GALOP;
- Rapsodia Transilvană nr.1;
- "Pe aripile valsului"-culegere de valsuri celebre,orchestrație pentru fanfară simfonică;
- Rapsodia mureșană nr. 1-"Mureș apă cântătoare ";
- Căutând nemarginirea- rock simfonic
- Fantezia luminii- rock simfonic - 2016- Premiul Uniunii Compozitorilor și Muzicologilor din România pentru cea mai bună lucrare pentru orchestra de suflători
- Tristețe și speranță- rock simfonic
- Trecute amintiri- rock simfonic
- Neîmblânzitul călător- rock simfonic
- Rock simfonic nr.1 pentru orchestră de suflători
- Suită bistrițeană nr. 1
- Ochi de rouă- polcă rară
- Marșul prieteniei- marș pentru fanfară simfonică
- Marșul Brigăzii 81 Mecanizate Bistrița- marș pentru fanfară și cor pe voci egale
- Mars festiv nr 1 (dedicat Muzicii Militare Bistrita la a 25-a aniversare)
- Mars festiv nr 2 (dedicat Muzicii Militare Bistrita la a 50-a aniversare)
- Mars nr 4
- Mars triumfal
- Marsul tineretului (dedicat Fanfarei de Tineret Sighisoara)
- Micul viorist (vals de concert)
- Valsul Porumbeilor(vals de concert)
- De straja la fruntari (mars pentru cor pe voci egale)- Mentiune Festivalului Național -"Te apăr și te cânt patria mea" 1988
- La sarbatoarea Marii Uniri (fantezie pentru orchestra de suflatori)
- Anotimpuri (rock simfonic pentru orchestra de suflatori)
- - Primavara din sufletele noastre
- - Dupa amiaza de vara
- - Elegie de toamna
- - Iarna din povesti